# فسفونیت

فرمول کلی استر فسفونوس اسید

فسفونیت(به انگلیسی: Phosphonite) دسته ای از ترکیبات آلی فسفر با فرمول شیمیایی P(OR)2R است.این ترکیبات در حشره کش ها و همچنین به عنوان لیگاند در ترکیبات کمپلکس وجود دارد.